# Niubò (Manlleu)
Niubó és una masia de Manlleu (Osona) inclosa a l'Inventari del Patrimoni Arquitectònic de Catalunya.

## Descripció
És una masia de planta rectangular coberta a dues vessants amb el carener perpendicular a la façana. La vessant dreta és més prolongada que l'esquerra. El portal d'entrada és orientat a tramuntana i és adovellat; la dovella central tenia l'escut de la família Niubò i actualment es troba en el seu poder. A la part de migdia hi ha un cos de galeries sostingut per pilars d'obra.
El mas és construït amb pedra i arrebossat al damunt. L'estat de conservació és bo per bé que l'interior ha estat molt transformat per tal de fer-hi dos habitatges.

## Història
Aquest mas ja surt registrat al fogatge de 1553 de la parròquia i terme de Manlleu, però sembla que existia ja de més antic.
L'any 1575 és citada en un memorial dels habitants de Manlleu on s'esmenta que hi viuen Bernat Niubò i sis persones més. El 1862, el propietari era Francesc Niubò, resident a la Bisbal d'Empordà.
Al segle xix els Morató, masovers del mas, l'adquiriren a l'antic propietari cognominat Niubò.